# Anacridium rehni
Anacridium rehni är en insektsart som beskrevs av Vitaly Michailovitsh Dirsh 1953. Anacridium rehni ingår i släktet Anacridium och familjen gräshoppor. Inga underarter finns listade i Catalogue of Life.